# Yrjö Littunen
Yrjö Ensio Matti Littunen, född 16 augusti 1929 i Viborg, död 20 april 1994 i Tammerfors, var en finländsk sociolog.
Littunen blev filosofie doktor 1956. Han var 1955–1957 forskningsassistent vid Samhälleliga högskolan och blev 1958 chef för högskolans, sedermera Tammerfors universitets, forskningsinstitut; var 1963–1964 professor vid Åbo universitet och blev ånyo sistnämnda år chef med professorstitel vid forskningsinstitutet i Tammerfors.
Littunen utförde undersökningar på ett flertal av sociologins specialområden, till exempel inom masskommunikationsforskningen, politikens sociologi, utbildningens sociologi och kunskapssociologin. Han utgav tillsammans med Erik Allardt läroboken Sociologi (1:a upplaga 1958), som utkom i flera upplagor på finska och svenska.